# Christoph von Kolb

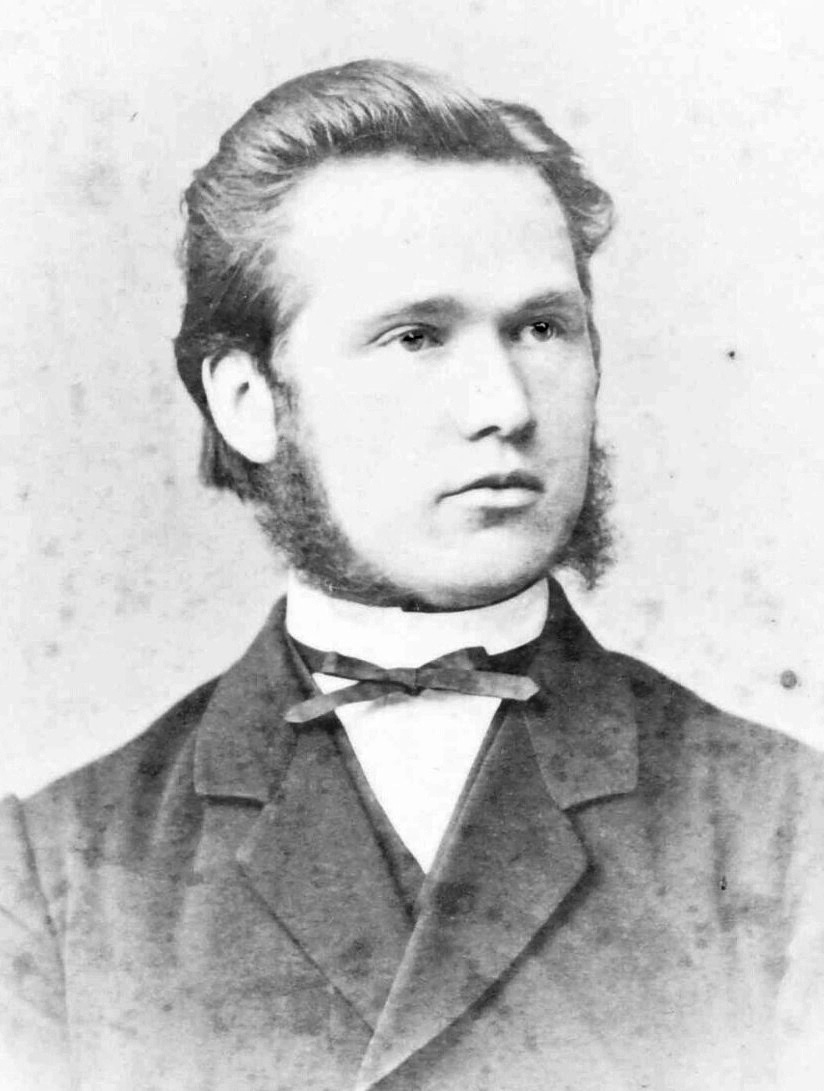
Christoph Kolb (1870er Jahre)

Christoph Friedrich Adolf (von) Kolb (* 2. Dezember 1847 in Basel; † 18. Juni 1928 in Ludwigsburg) war ein württembergischer evangelischer Pfarrer, Oberhofprediger und Prälat.

## Leben und Wirken
Christoph von Kolb studierte Evangelische Theologie zunächst an der Universität Basel (sein Vater war Lehrer und Hausvater am Missionshaus der Basler Mission) und anschließend an der Eberhard Karls Universität Tübingen. Er war Mitglied der Studentenverbindung Luginsland Tübingen. Seine erste theologische Dienstprüfung legte er 1870 ab. Kurze Zeit (1872) war er Kandidat und Lehrer am Missionshaus der Basler Mission. Bis zu seiner zweiten theologische Dienstprüfung 1875 versah er pfarramtliche Dienste in Schorndorf und Heilbronn. Anschließend war er als Vikar in Ludwigsburg (1876) und Freudenstadt (1877–1885) tätig. 1885 übernahm er eine Pfarrstelle an der Johanneskirche in Stuttgart und 1886 an der dortigen Stiftskirche. 1901 wurde er Dekan für den Kirchenbezirk Ludwigsburg. Im Jahre 1903 ernannte man ihn zum Oberhofprediger am württembergischen Königshof und berief ihn als Prälat in die Kirchenleitung der Evangelischen Landeskirche in Württemberg. Diese Ämter hatte er bis zu seinem Eintritt in den Ruhestand 1917 inne.
Kolb trat durch zahlreiche Veröffentlichungen zur württembergischen Kirchengeschichte hervor, einige von ihnen erschienen erst nach seinem Tod. 1908 verlieh ihm die Evangelisch-theologische Fakultät der Eberhard Karls Universität Tübingen die theologische Ehrendoktorwürde. Der württembergische König erhob ihn in den Personaladel. In den Jahren von 1905 bis 1917 wurden ihm mehrere Ordensstufen des Ordens der Württembergischen Krone verliehen.
Ein Nachlass befindet sich unter der Signatur D 14 im Landeskirchlichen Archiv Stuttgart.

## Veröffentlichungen (Auswahl)
- Zur kirchlichen Geschichte Stuttgarts im 18. Jahrhundert. In: Blätter für württembergische Kirchengeschichte, N.F., Bd. 2 (1898), S. 49–85 u. S. 145–163, Bd. 3 (1899), S. 34–52.
- Das Paradies und die Universität Tübingen. In: Ebd., N.F., Bd. 5 (1901), S. 81–88.
- Die Anfänge des Pietismus und Separatismus in Württemberg. Kohlhammer, Stuttgart 1902.
- Konfessionelles aus Alt-Ludwigsburg. In: Blätter für württembergische Kirchengeschichte, N.F., Bd. 7 (1903), S. 140–172.
- Feldprediger in Alt-Württemberg. In: Ebd., N.F., Bd. 9 (1905), S. 70–85 u. S. 97–124 sowie N.F., Bd. 10 (1906), S. 22–51.
- Die Aufklärung in der Württembergischen Kirche. Kohlhammer, Stuttgart 1908.
- Die Entlassung Urlspergers. In: Blätter für württembergische Kirchengeschichte, N.F., Bd. 12 (1908), S. 31–49.
- Die Geschichte des Gottesdienstes in der evangelischen Kirche Württembergs. Chr. Belsersche Verlagsbuchhandlung, Stuttgart 1913 (Digitalisat).
- Das Stift im dreißigjährigen Krieg. Scheufele, Stuttgart 1915.
- Die Bibel in der Evangelischen Kirche Altwürttembergs. Chr. Belsersche Verlagsbuchhandlung, Stuttgart 1917.
- Das Stift in Stuttgart während der Okkupation durch die Jesuiten 1634–1648. In: Blätter für württembergische Kirchengeschichte, N.F., Bd. 22 (1918), S. 42–109.
- Geschichte der ev. Gemeinde Ludwigsburg. In: Ebd., N.F., Bd. 24 (1920), S. 1–54.
- Zur Geschichte der Disputation. In: Ebd., N.F., Bd. 27 (1923), S. 16–29 u. S. 37–48.
- Zur Geschichte des Generalsuperintendenten und des Synodus. In: Ebd., N.F., Bd. 28 (1924), S. 49–84.
- Zur Geschichte der Prälaturen. In: Ebd., N.F., Bd. 29 (1925), S. 22–74.
- Luthertum und Calvinismus in Württemberg. In: Ebd., N.F., Bd. 32 (1928), S. 134–205.
- Die Kompendien der Dogmatik in Altwürttemberg. In: Ebd., N.F., Bd. 51 (1951), S. 3–77.
- Zur Geschichte des Pfarrstandes in Altwürttemberg. In: Ebd., N.F., Bd. 57/58 (1957/58), S. 74–190.